# Colla gegantera de Castelló d'Empúries
La Colla Gegantera de Castelló d'Empúries és una entitat de cultura popular de la vila de Castelló d'Empúries fundada l'any 1985.

## Història
Tot i l'encàrrec i bateig de dos gegants el 1982 per part de l'Ajuntament de Castelló d'Empúries, l'intent de la fundació d'una colla no va reeixir fins a l'any 1985. L'any 2024 la colla va fer el pregó de la Festa Major amb motiu de la XL trobada de gegants i capgrossos castellonina.
El 1998 la colla va ser la padrina de la Colla gegantera de l'Albera, juntament amb les de la Bisbal d'Empordà i Albanyà. El 2025 també van apadrinar el gegant de Llers dedicat al comte Estruc.

## Els gegants

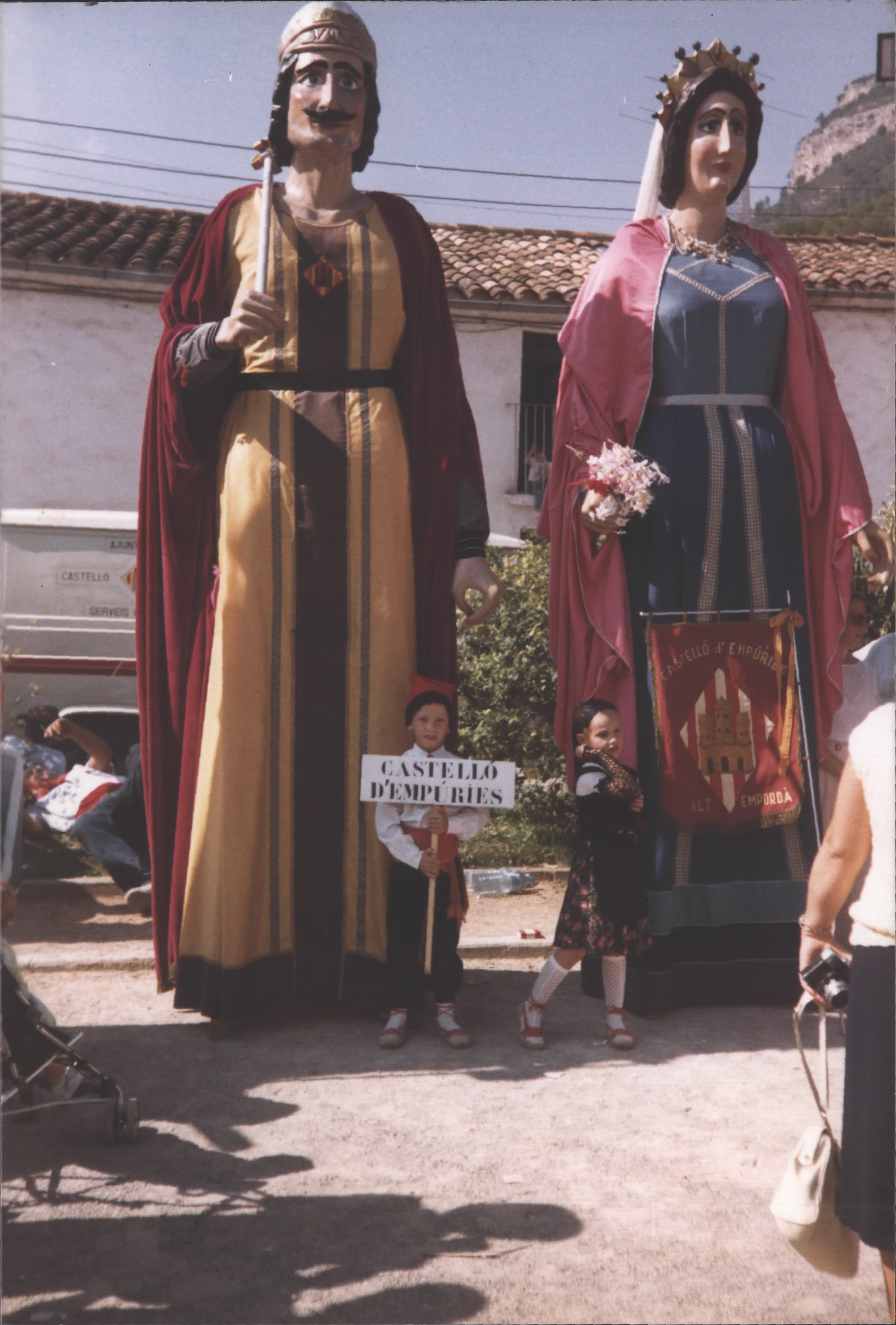
Els gegants a la Festa Major de 1986.

Els gegants van ser promoguts per l'Ajuntament de Castelló d'Empúries el 1982, que va encarregar a l'artista Xavier Gensana Font la seva creació i a un grup de cosidores de la vila (Carme Grabuleda, Carme Bolasell, Lola Barceló, Maria Canet, entre d’altres) els vestits. Van ser batejats el dia 10 d'agost, sant Llorenç, per la Festa Major de 1982 i van ser apadrinats per l'alcalde de Girona Joaquim Nadal i Farreras. Aquell dia els gegants van ser acompanyats pels de Girona, Figueres i Salt, entre d'altres poblacions. Poques setmanes després els gegants van participar en una sortida de l'esbart dansaire a Gelida i a la Trobada Internacional de gegants de Matadepera. L'any següent, el 1983, van participar en diferents actes. Al Carnaval i per la Festa Major, quan hi va tornar a haver una concentració de gegants a la plaça dels homes i una cercavila acompanyada amb orquestra.
El gegant, anomenat Ponç Hug, representa la figura del comte Ponç I d’Empúries, segon comte de la dinastia d’Empúries, que governà el comtat entre els anys 1040-1078. El seu pes és de 50 kg i la seva alçada de 3,70 m. Vestit com un noble medieval, llueix la corona de comte, l’espasa de cavaller i un pergamí enrotllat a la mà dreta, símbol de govern.
La geganta, de 45 kg de pes i 3,66 m d’alçada, és Adelaida, en honor a la comtessa Adelaida de Besalú, esposa de Ponç I. Llueix la corona de comtessa i un ram de flors a la mà dreta, símbol de vida, potser en avocació dels 4 fills i 4 filles que tingué i asseguraren la continuïtat de la dinastia dels Empúries.

## Els capgrossos
La colla compta amb diferents capgrossos que acompanyen els dos gegants. L'any 2022 l'Ecomuseu-Farinera de Castelló d'Empúries va regalar a la colla gegantera dos capgrossos, anomenats farinons, presentats el 26 de març del mateix any.

## Precedents històrics. Els gegants vells.
A Castelló d’Empúries es té notícia de l’existència de gegants des de l'any 1698, que segurament tenien una antiguitat més reculada. Es documenten en els actes celebrats els dies 19 i 20 de gener de 1698 per festejar la pau de la Guerra dels Nou Anys. Entre els diferents actes, es va fer una sortida en processó solemne per celebrar "«ab los Gegants» i  grans  lluminàries a les  cases, carrers i muralles. La intervenció més activa del poble consistí en l'actuació «d'un terç  de  gent  armada» que, des de la  vigília, anava disparant enlaire a totes les funcions celebrades".
Posteriorment, l’any 1905 Joan Amades, al Costumari català, inclou un dibuix en el qual hi ha representats els gegants de Castelló d’Empúries. Es creu que aquests gegants es van encarregar a finals del segle XIX i que foren operatius fins a l’any 1910 o 1915. No se sap què va passar amb aquests gegants.